# Bahadurgarh
Bahadurgarh és una ciutat i municipi del districte de Jhajjar a l'estat d'Haryana (antigament districte de Rohtak al Panjab, sota domini britànic) a poca distància a l'oest de Delhi 28° 40′ 30″ N, 76° 57′ 00″ E / 28.67500°N,76.95000°E. Fou també capital d'un estat tributari protegit del 1803 fins al 1857. La seva població (cens de 2001) és de 119.839 habitants (el 1868 eren 7.259 i el 1881 eren 6.674).
El seu nom antic fou Sharafabdd, i juntament amb altres 25 pobles fou concedit per Alamgir a Bahadur Khan, un cap balutxi de Farrukhanagar que hi va construir una fortalesa que va anomenar Bahadurgarh. Fou ocupada per Sindhia el 1793; després de la derrota de Sindhia va passar als britànics el 1803 i lord Lake la va concedir a Ismail Khan, germà del nawab de Jhajjar, la família del qual la va conservar fins al 1857; després del motí (1858) l'estat fou confiscat per la deslleialtat del príncep Bahadur Jhang Khan, i el principat fou convertit en una divisió del districte de Rohtak el 1860. El 1873 es va crear la municipalitat.